# Province de Lâm Đồng
Lâm Đồng est une province des Montagnes centrales du Viêt Nam.

## Administration
Elle regroupe douze districts. Đà Lạt (ou Dalat) en est la préfecture. Les districts sont :
- Bảo Lâm
- Bảo Lộc
- Cát Tiên
- Di Linh
- Đam Rông
- Đạ Huoai
- Đạ Tẻh
- Đơn Dương
- Đức Trọng
- Lạc Dương
- Lâm Hà

## Lieux et monuments
- Parc national de Cat Tien
- Parc national de Bidoup Núi Bà (en)
- Site archéologique de Cat Tiên
- La cascade de l'éléphant à Nam Ban

## Galerie

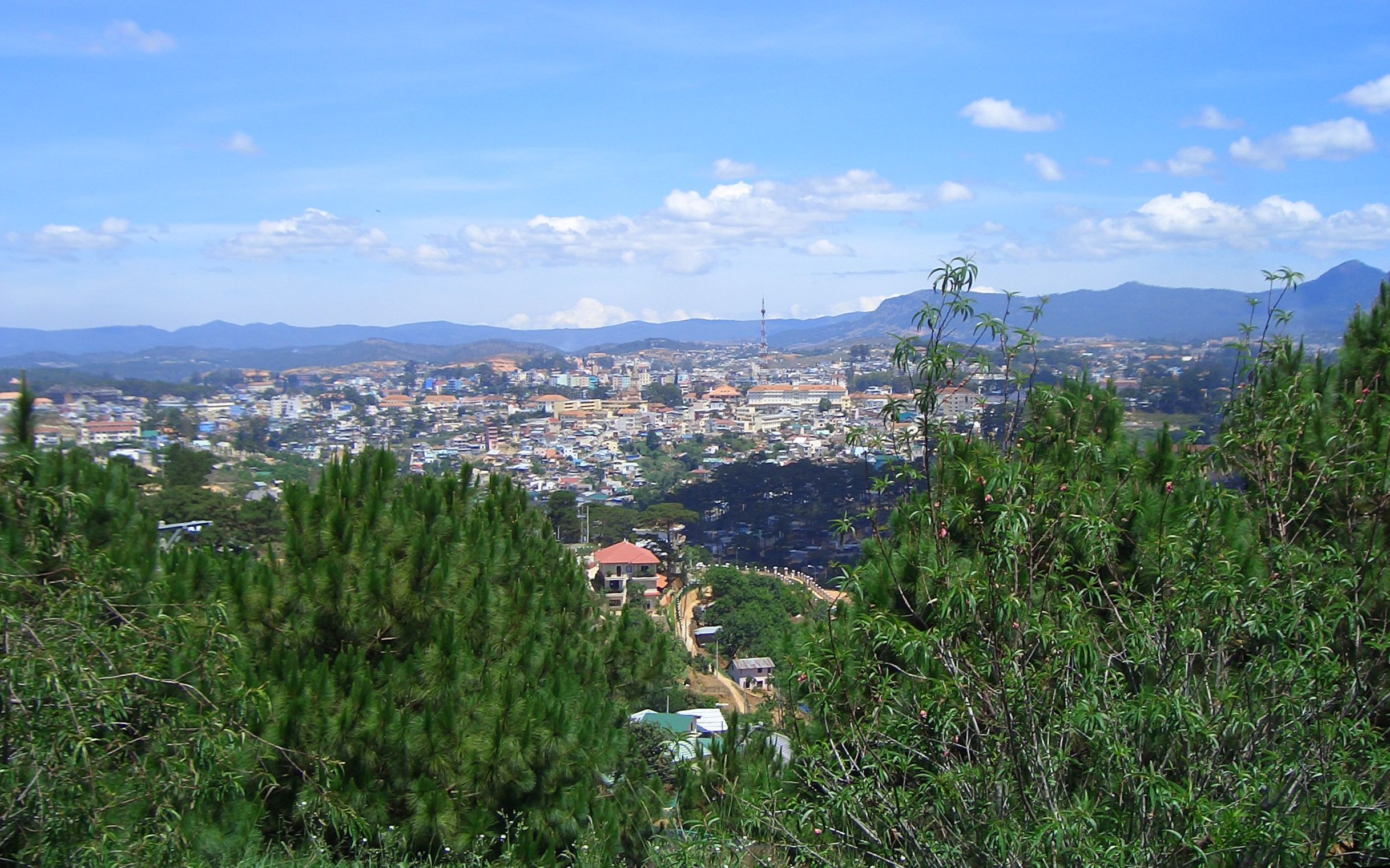
La ville de Dalat.
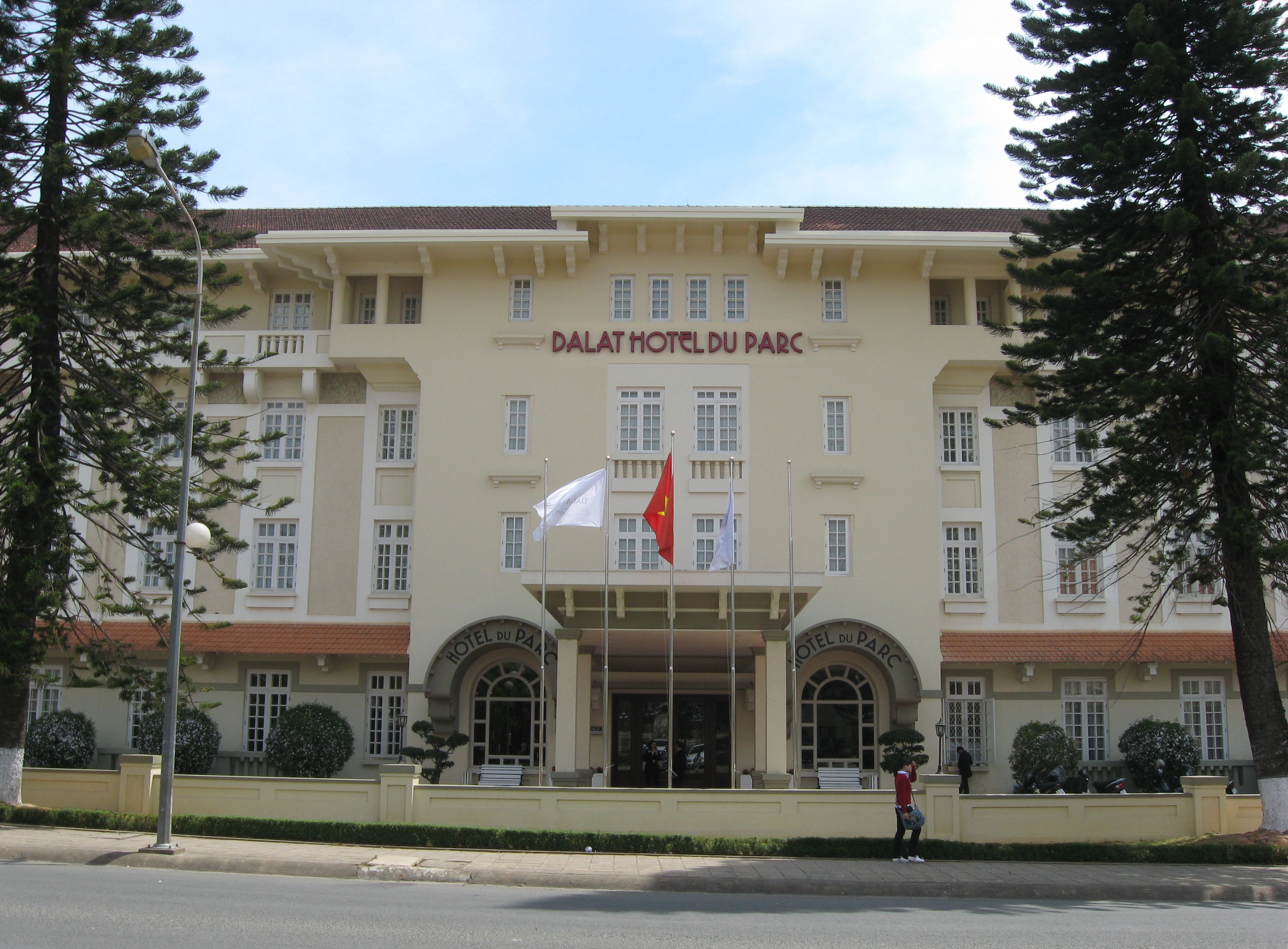
Hôtel du Parc de Dalat.